# LaSer
Pour les articles homonymes, voir Laser (homonymie).
LaSer est une société de services. Son nom est la contraction de "Lafayette" et "Services".
LaSer développe pour le compte d'enseignes ou de marques, des solutions dans l’univers du paiement, de la fidélité et des services financiers notamment au travers de sa marque grand public Cofinoga.
Implantée en Europe : France, Royaume-Uni, Pologne, Pays-Bas et Scandinavie, ainsi qu'aux États-Unis et en Afrique du Sud avec sa filiale 5one, LaSer accompagne ses partenaires dans l’évolution des modes de consommation.

## Histoire
En juillet 2014, les Galeries Lafayette vendent leur participant de 50 % dans LaSer à BNP Paribas pour 280 millions d'euros.

## Chiffres
- + 1,2Md€ CA
- + 5 219 collaborateurs
- + 10,9 milliards€ d’encours gérés
- + 400 clients/partenaires en Europe
- + 15 millions de cartes diffusées